# 文殊 (核能設施)
文殊（日语： Monju）是一座日本原子能研究开发机构所建造營運的快中子反應爐，位於福井縣敦賀市。
文殊反應爐自最初建造以來，因為多次故障，大部分時間沒有運行，最後一次運行於2010年。
文殊是鈉冷卻，使用混合氧化物核燃料的反應器，帶有三個主冷卻劑迴路，設計發電量為280MWe與714MWt。文殊滋生比約為1.2。工廠佔地面積1.08平方公里（267英畝），建築面積28,678平方米（7英畝），佔地面積104,680平方米，僱用368名工作人員。

## 歷史
文殊反應爐建設始於1986年。1991年5月18日首次以临时堆芯状态启动。 1994年4月首次達成臨界。1995年3月，常规岛（三级水循环部分）卸压箱中水与蒸汽动态平衡控制出问题而停运。1995年5月，文殊堆恢复试运行，并于8月29日并网发电。
1995年12月8日19点47分，文殊反應爐二级冷却系统温度计（热电偶）套管出现破损，管道中喷發出640公斤钠蒸汽，接触到空气的钠剧烈燃烧導致大火。21点20分，反应堆被手动紧急关停。1个月后，该次事故调查团队负责人之一，动燃集团事务部副主任，在东京酒店跳楼自杀。 
2002年，福井地方法院判决文殊堆安全状况可以恢复运行。上诉后，名古屋高等法院金泽支院于2003年1月27日二审判决认定日本政府在审查文殊堆安全措施，处理钠蒸汽泄漏事故方面存在重大错误，推翻了政府允许文殊核电站恢复运行的决定。日本政府上訴到最高法院。2005年5月30日，日本最高法院终审判决认定核安全委员会安全审查“合理”，该设计并未包含不能忽视的缺陷。
文殊反應爐重啟延遲至2010年5月6日，並於2010年5月8日重新達到臨界狀態。进入为期3年的测试，包括堆芯确认测试、40%功率确认测试与高功率测试等。如顺利，文殊堆将在3年后投入全面运行。
2010年8月26日，重达3.3吨的堆内中继设备在燃料更换操作后取出时，因抓取杆在被旋转约90度的状态下，夹具错误打开，导致中继设备抓取杆向反应堆容器内掉落2米。2011年2月14日，有关中继设备坠落事故的负责人，文殊堆燃料环境科长，在附近的山上自杀身亡。运营方决定采用套筒形式将中继设备掉落部分在高温液钠中“套住”，然后将其抽离出来。经过详尽的筹备，2011年6月24日凌晨4点55分，历经近8小时作业，将掉落反应池的中继设备取出。
2016年12月21日，日本政府決定將文殊除役。文殊堆自1970年动工建设，耗费超过1兆日元，总计运行时间僅250天。預計於2022年將燃料取出，2047年拆除發電廠完畢。

## 外部連結
1. ↑  . The Japan Times. 25 February 2014  [4 May 2015]. （原始内容存档于2021-01-26）.
2. ↑  .   [2013-05-16]. （原始内容存档于2013-01-23）.
3. ↑  JAEA (Japanese). Facilities Quick View （页面存档备份，存于）.
4. ↑  Tsutomu Yanagisawa. . Nuclear Engineering International. 4 March 2011  [28 January 2012]. （原始内容存档于30 January 2013）.
5. ↑  . BBC. 21 December 2016  [23 December 2016]. （原始内容存档于2021-03-21）.
6. ↑  . World Nuclear News. 22 December 2016  [23 December 2016]. （原始内容存档于2019-06-05）.